# С-25 Беркут
С-25 Беркут е съветска стационарна зенитно-ракетна система (SA-1 Guild по класификация на НАТО).
Приета е на въоръжение в СССР през 1955 година. Предназначена за отбрана на въздушното пространство на Москва от удар на средствата за въздушно нападение на противника.
Първата в света действаща зенитно-ракетна система (ЗРС).
По-нататъшните модификации на комплекса водят до усъвършенстване в мобилната зенитно-ракетна система С-75 Двина.

## История
В края на 40-те години на XX век, СССР се нуждае от надеждно средство за защита на Москва от възможни масирани въздушни атаки. Така започва един от най-сложните и дългосрочни разработки на създаване на ракета за противовъздушна отбрана, управлявана от система за радиолокационно насочване.
Решение за създаването на комплекса е прието през август 1950 година, като задачата за изработване на московска система за ПВО е възложена на московското конструкторско бюро „КБ-1“, с главни конструктори Серго Берия и П. Куксенко.
В същото време на конструкторско бюро ОКБ-301, начело с инж. Семьон Лавочкин, е възложена задача да създаде едностепенна, асоциирана ракета „В-300“. Тя е готова през 1951 година, като същата година са проведени тестови изпитания и успешни изпитания със стрелба по реални цели.
Серийният образец ракети са изпитани през 1954 година, като е извършен едновременен прехват на 20 цели.
Следствие на положително проведените изпитания, през 1955 година ЗРС С-25 „Беркут“ е приета на въоръжение.

## Оператори
- СССР – последните поделения със С-25 са разформировани през 90-те години на ХХ век
- Северна Корея – получава 72 установки през 1961, на въоръжение[1]